# María de Luna y Pimentel
María de Luna y Pimentel (c. 1432-octubre de 1505) fue una noble castellana, señora de los lugares de La Torre de Esteban Hambrán, Villa del Prado, Alhamín y Castillo de Bayuela, que llevó en dote, y titulada por matrimonio duquesa del Infantado.

## Biografía
Fue hija de Álvaro de Luna, Condestable de Castilla y Gran Maestre de la Orden de Santiago, y de su esposa Juana Pimentel, llamada «la triste condesa» (perteneciente a la Casa de Benavente), y por ello hermana de Juan de Luna y Pimentel, II conde de San Esteban de Gormaz y de Alcozar.
Contrajo matrimonio en 1460 con Íñigo López de Mendoza, II duque del Infantado, hijo de Diego Hurtado de Mendoza y Suárez de Figueroa, I duque del Infantado, II marqués de Santillana y II conde del Real de Manzanares, y de su mujer Brianda de Luna y Mendoza, hija de Juan Hurtado de Mendoza. La esposa llevó en dote las villas de La Torre de Esteban Hambrán, Villa del Prado, Alhamín y Castillo de Bayuela, que por escritura fechada en 1461 la donó su madre, estando en el castillo de Montalbán; estos lugares habían sido adquiridos en 1430 por Álvaro de Luna, y habían formado parte del señorío del condestable Ruy López Dávalos, caído en desgracia en el referido año. 
María de Luna y Pimentel testó el 13 de octubre de 1505. Entre las varias mandas de su testamento: dejaba a su hijo Bernardino 80 000 maravedíes de juro en las villas de Cantoria y Carcaloba; a su nieta Brianda de la Cerda, hija de su hija Francisca, le dejaba 170 000 maravedíes de juro en las Salinas de Atienza; y a su hija Brianda dejaba las villas de Castilvayuela y la Torre de Esteban Hambrán de por vida, que después de su muerte pasaría al III duque del Infantado. También menciona en su testamento que a su hija Francisca, ya difunta, le había cedido 10 millones de maravedíes para su casamiento.

## Descendencia
El matrimonio tuvo cinco hijos:
- Diego Hurtado de Mendoza de la Vega y Luna (Arenas de San Pedro, 11 de marzo de 1461-Guadalajara, 30 de agosto de 1531)[3] que sucedió a su padre en todos sus títulos.
- Álvaro López de Mendoza y Luna(ca. 1463-1540)[3] que pasaría a ser el III señor de La Torre de Esteban Hambrán. Casó en primeras nupcias con Leonor Carrillo de Albornoz[3] y en segundas con Teresa Carrillo de Castilla, hija de Alfonso Carrillo de Acuña[4] y de su esposa Leonor de Toledo.
- Brianda de Mendoza y Luna (m. 1534)[5] que fue monja en el convento de la Piedad en Guadalajara.[3]
- Francisca de Mendoza y Luna (m. antes de octubre de 1505),[a] casada con Luis de la Cerda y Castro (m. 1502), II señor de Mandayona y Miedes,[3] hijo de Íñigo López de la Cerda y de la Vega (m. 1501) señor de Miedes y de Atienza, y de su esposa, Brianda de Castro, I señora de Mandayona.[3] Tuvieron una hija, Brianda de la Cerda y Mendoza casada con Diego Gómez Sarmiento de Villandrando y Ulloa, III conde de Salinas y III conde de Ribadeo.[3]
- Bernardino de Mendoza y Luna, archidiácono de Guadalajara en la catedral de Toledo.[3]